# Immeuble des soieries Rosset
L'immeuble des soieries Rosset est un immeuble d'habitation en « U », situé 9, quai Jean-Moulin à Lyon, en France. Il est historiquement conçu à destination des employés des soieries Rosset.

## Présentation

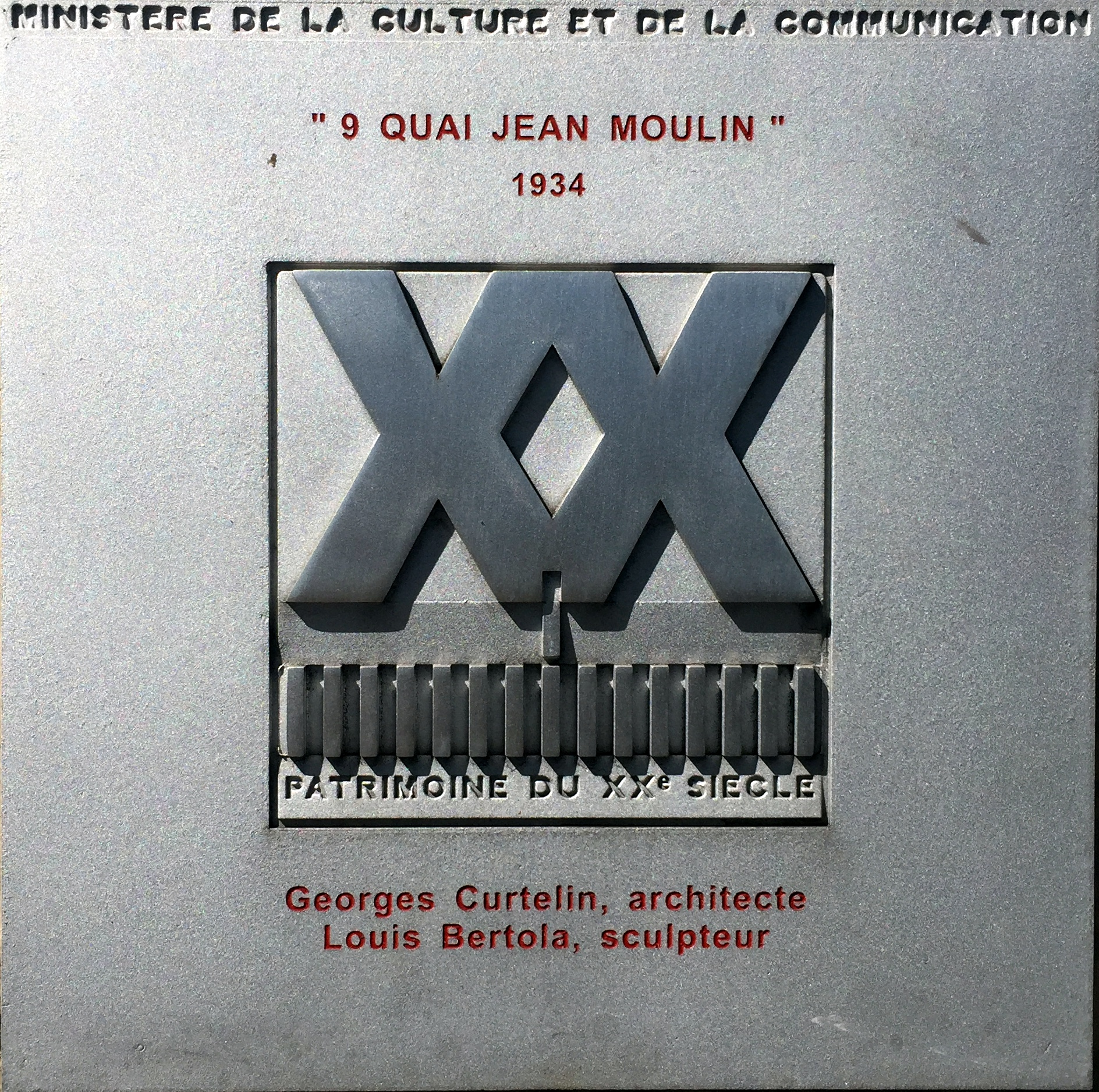
Plaque Patrimoine du XXe siècle citant Curtelin et Bertola.

Il a été conçu par l'architecte Georges Curtelin et construit de 1926 à 1932. Des bas-reliefs sur le portillon ont été réalisés par le sculpteur Louis Bertola.
Depuis le 10 mars 2003, l'édifice est labellisé « Patrimoine du XXe siècle ».